# Нот (бог)
Нот (грец. Notos, notis — волога) — бог південного вітру, один із синів бога зоряного неба Астрея і богині зорі Еос; брат Борея, Зефіра й Евра. Завжди приносить дощі й тумани.
Гесіод називав його «жахливим», за його високу температуру. Був згаданий в  «Іліаді» і  «Одіссеї». Ноту присвячений один з орфічних гімнів. Нота надсилав титан Геліос.
У мистецтві Нот зазвичай зображується у вигляді крилатого божества, як правило, під проливним дощем.

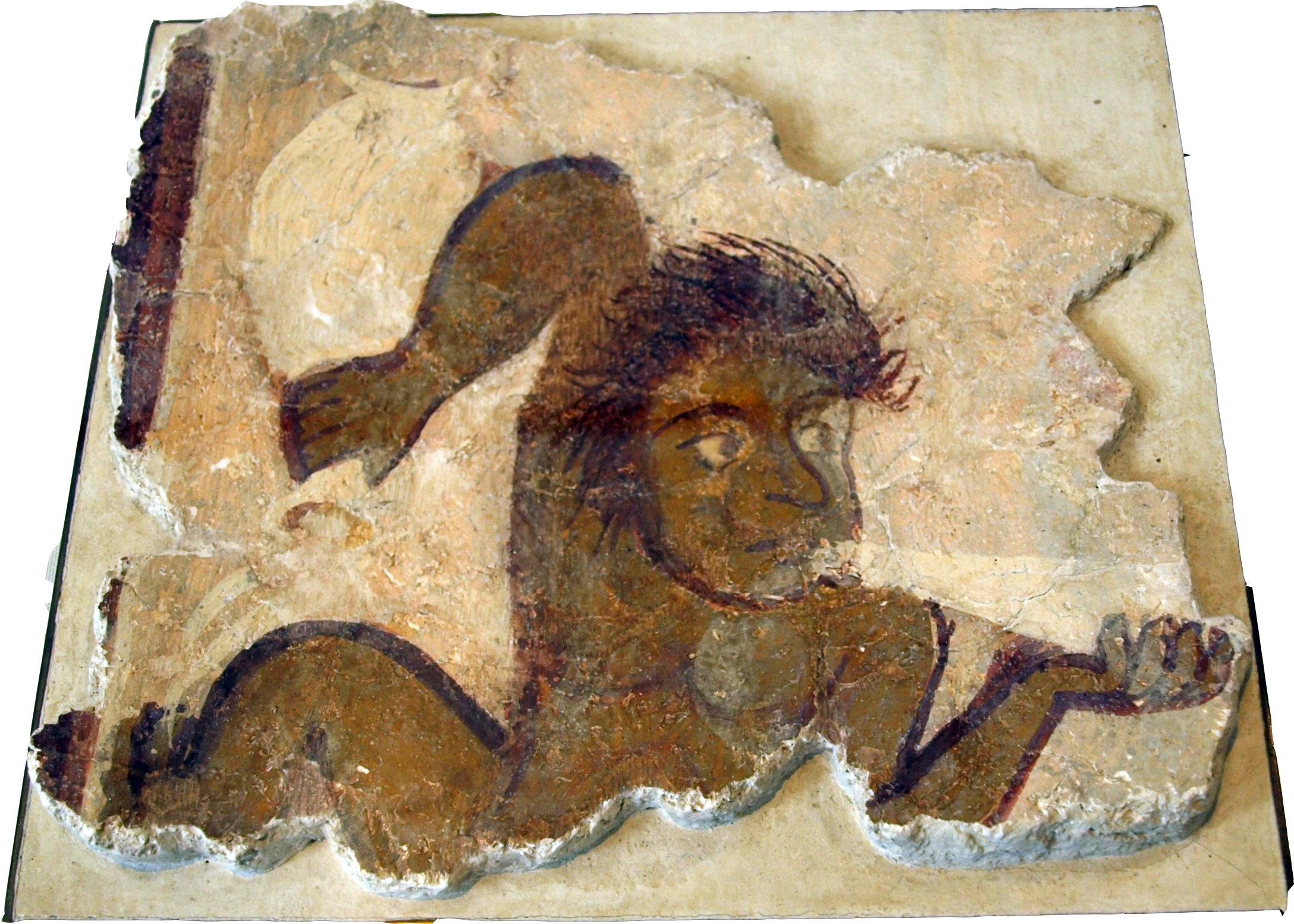
Нот на візантійській фресці